# 富士航空

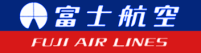
ロゴ

富士航空（ふじこうくう、英語表記：FUJI AIR LINE、略称FAL）とは、かつて日本国内で定期旅客便を運航していた航空会社。1952年9月13日設立。後に日東航空・北日本航空と合併し日本国内航空（1964年4月15日設立）となる。

## 概要
1952年9月13日に小宮三郎らによって、日本航空宣伝協会（日本宣伝航空）として設立。設立時の資本金は1,000万円（1952年当時）で、本社は東京都に置かれていた。当初は小宮が社長を務めていたものの、その後経営陣の交代が相次ぎその度に富士航空、三富航空、富士産業航空と社名を改称、最終的には富士航空へと戻された。
設立当初の社名から明らかな様に、最初は遊覧飛行・広告宣伝飛行を中心とした不定期航空運送事業に着手、1956年に既に東亜航空が開設していた鹿児島～種子島路線にビーチクラフトC-18Sツイン・ビーチで就航し、定期航空に参入した。
1964年に資本金を10億8,000万円に増資するものの、同年4月15日に、ほかの弱小航空会社であった日東航空・北日本航空と合併し日本国内航空（後の東亜国内航空 → 日本エアシステム(JAS) → 現在の日本航空）となり、最終的には企業として消滅した。

## 使用機材（回転翼機除く）
- ビーチクラフトC-18Sツイン・ビーチ
- ビーチクラフトC-50ツインボナンザ
- ビーチクラフトD-50ツインボナンザ
- パイパーPA-23アパッチ
- コンベアCV-240
- デハビランドDH114-1Bヘロン
- デハビランドDH114タウロン
- セスナ172

## 航空事故およびインシデント
- 1958年（昭和33年）2月3日 - 三重県大王町（当時）の船越神社の境内にセスナ機が墜落。乗員4人が死亡。志摩市立船越中学校校庭の人文字を撮影するため飛行中、何らかの理由で失速したもの[1]。
- 1964年（昭和39年）2月27日 - 富士航空機墜落事故

## 関連事項
- 日本エアシステム